# Polmonite ab ingestis

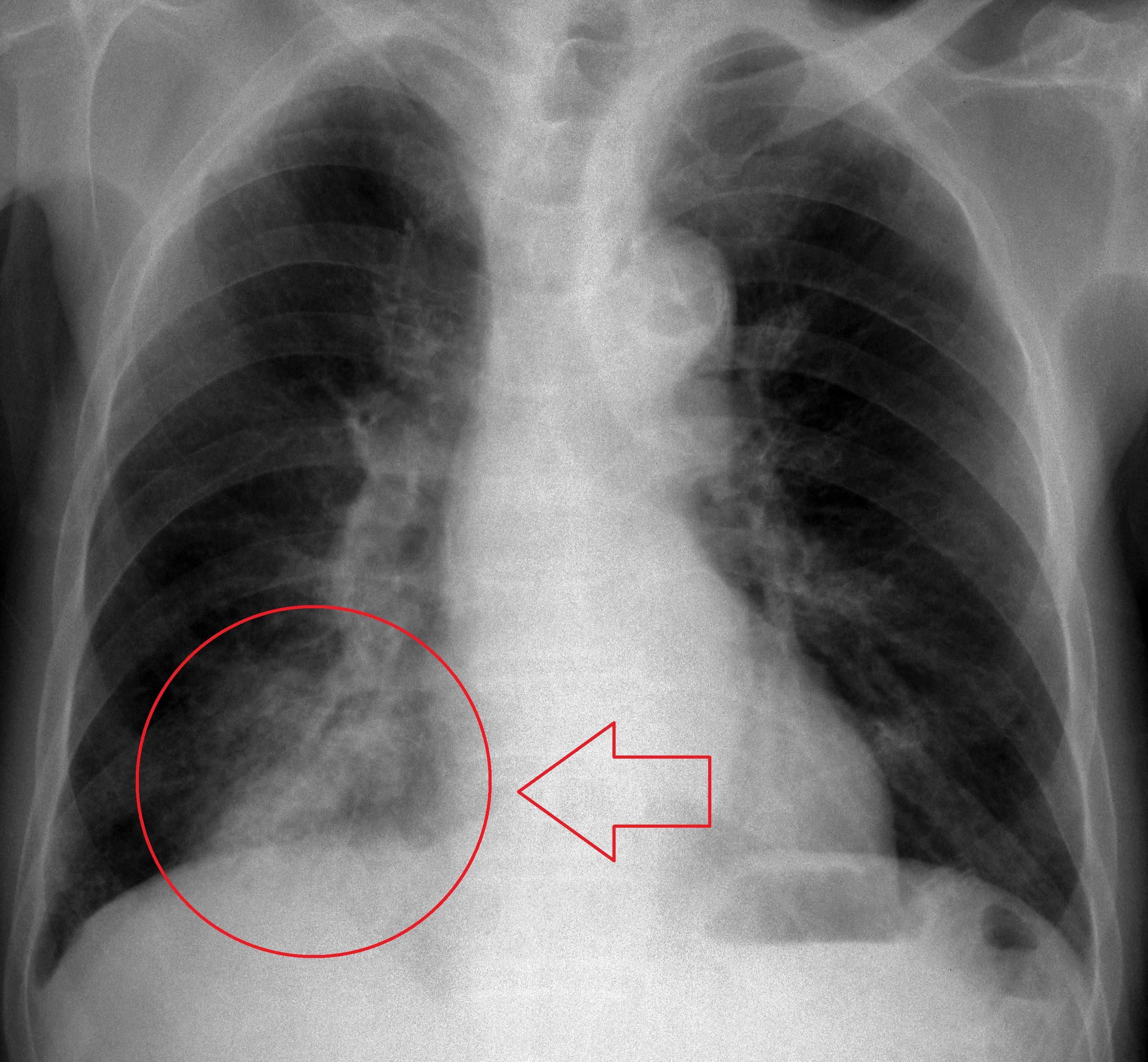
Polmonite ab ingestis, lobo inferiore destro.

La polmonite ab ingestis (dal latino «da cose ingerite») è una broncopolmonite che si sviluppa a causa dell'ingresso di materiali estranei nell'albero bronchiale, spesso proveniente per via orale o gastrica (compreso cibo, saliva o le secrezioni nasali). Secondo l'acidità dell'aspirato, si può sviluppare una polmonite chimica e batteri patogeni (in particolare batteri anaerobici) possono portare a un'infiammazione.

## Cause
La polmonite ab ingestis è spesso causata da una incapacità di deglutizione corretta, come si riscontra in alcuni pazienti affetti da forme di malattie neurologiche, tra cui la sclerosi multipla, l'ictus cerebrale, la malattia di Alzheimer e ubriachezza. Durante l'anestesia generale per un intervento chirurgico può insorgere una causa iatrogena, evitabile chiedendo ai pazienti di non assumere niente per os nelle 4 ore, almeno, che precedono l'intervento.

## Fattori di rischio
- Etnia[1], età, sesso maschile, igiene dentale (scarsa salute orale), malattia polmonare, disfagia, diabete mellito, demenza grave, malnutrizione, malattia di Parkinson, uso di farmaci antipsicotici, inibitori della pompa protonica, ACE-inibitori.[2][3]
- Ridotto stato funzionale, prolungato ricovero ospedaliero o intervento chirurgico, alterazione della coscienza, malattie croniche delle vie aeree che rendono difficoltosa la deglutizione, immunocompromissione, tabagismo, assunzione di antibiotici, età avanzata[4], ridotta clearance mucociliare, ostruzione delle vie respiratorie, tessuto polmonare danneggiato.[4]

Che la polmonite ab ingestis sia caratterizzata da una vera infezione batterica o da un processo chimico infiammatorio, rimane oggetto di forti controversie. Entrambe le cause possono presentarsi con sintomi simili.

## Batteri coinvolti

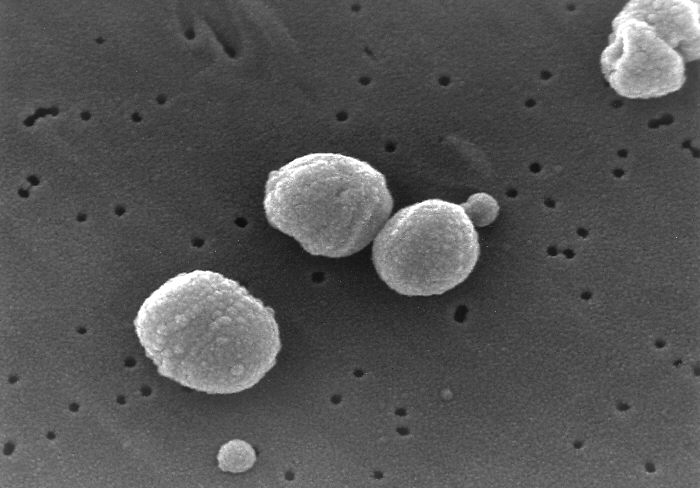
Alcuni Streptococcus pneumoniae

Quando i batteri sono implicati, sono solitamente aerobici:
- Streptococcus pneumoniae[5]
- Staphylococcus aureus[5]
- Haemophilus influenzae[5]
- Pseudomonas aeruginosa[5]

Essi possono anche essere mischiati con i batteri anaerobici della flora orale:
- Bacteroides[5]
- Prevotella[5]
- Fusobacterium[5]
- Peptostreptococcus[5]

## Diagnosi
La polmonite ab ingestis viene solitamente diagnosticata in seguito a una serie di circostanze cliniche (pazienti debilitati o con compromissione neurologica), referti radiologici (polmonite del lobo inferiore destro) e colture microbiologiche. Alcuni casi di polmonite da aspirazione sono causate da aspirazione di particelle o sostanze alimentari sotto forma di particolato, o frammenti di pillole. Questi possono essere diagnosticati dai patologi su campioni bioptici polmonari.